# Christiansbjerg Idrætsforening
Christiansbjerg Idrætsforening er en idrætsforening beliggende på Christiansbjerg i det nordlige Aarhus. 

## Historie
Foreningen blev oprindeligt grundlagt i 1933 som fodboldklub med navnet Christiansbjerg Boldklub. Siden udviklede den sig til også at omfatte idrætsgrenene håndbold, tennis, bordtennis, badminton og skøjteløb. I 1988 sluttede klubben sig dog sammen med Vorrevangens Boldklub og dannede den klub, der eksisterer i dag. Klubben holder til i og omkring Christiansbjerghallen, der ligger i forbindelse med Aarhus Skøjtehal. 

## Logo
Idrætsforeningens logo består af et våbenskjold med Vandtårnet på Randersvej, der ligger i klubbens umiddelbare nærhed. Klubben var dog også en del af de kræfter, der dannede en fond for vandtårnet, som overtog tårnet i 1989.
Logoet fremstår i grønne og røde farver, som også var farverne på klubbens spilletøj i en lang årrække.

## Afdelinger

### Håndbold
Håndboldafdelingen har cirka 250 medlemmer fra 4 år og opefter. Klubbens bedste damehold spiller i Jyllandsserien (2014), hvilket det har gjort de seneste år efter nedrykning fra 3. division sidst i 200'erne. Det bedste herrehold spiller i serie 1. Desuden har klubben 5 øvrige damehold samt   øvrige herrehold. 
På ungdomssiden er klubben stort set kun repræsenteret fra U12 og nedefter med en stor og voksende miniafdeling for de 4 til 8 årige. Herudover har klubben et samarbejde med IK Skovbakken om U16 drenge (per 2014). Dette samarbejde var tidligere tænkt som en satsning på ungdomshåndbold og omfattede U14-hold til og med U18-hold. Samarbejdet, der gik under navnet UH Aarhus Nord, hvor også Lystrup IF var med, eksisterede dog kun en kort årrække fra 2008 til 2013. Samarbejdet i dag eksisterer kun mellem CIF Håndbold og IK Skovbakken, under navnet CIF/Skovbakken.
På damesiden kom den energiske Michael Ian Rasmussen ind som cheftræner, han havde tidligere trænet Hou og DHG Odense 2 divisions damer. Målet for sæsonen var at forsætte det gode arbejde fra forrige sæson, og igen indtage en topplads i Jyllandsserien. Holdet formåede at blive 2er, efter en sæson med lidt udskiftning i truppen, da en del nye førsteholdsspiller kom til klubben. Det betyder at holdet er bedre sammenspillet ed før sæson, og målet er dermed en klar oprykning til 3 division i sæson 2015/2016.
2015/2016 sæsonen, klubben skal gerne forsætte den opadgående formkurve. Der er en stor optimisme omkring fremtiden i klubben - Hvis tingene flasker sig kan Christiansbjerg Hallen forhåbentlig byde på 2 hold i 3 division når sæsonen er omme.